# Kısır

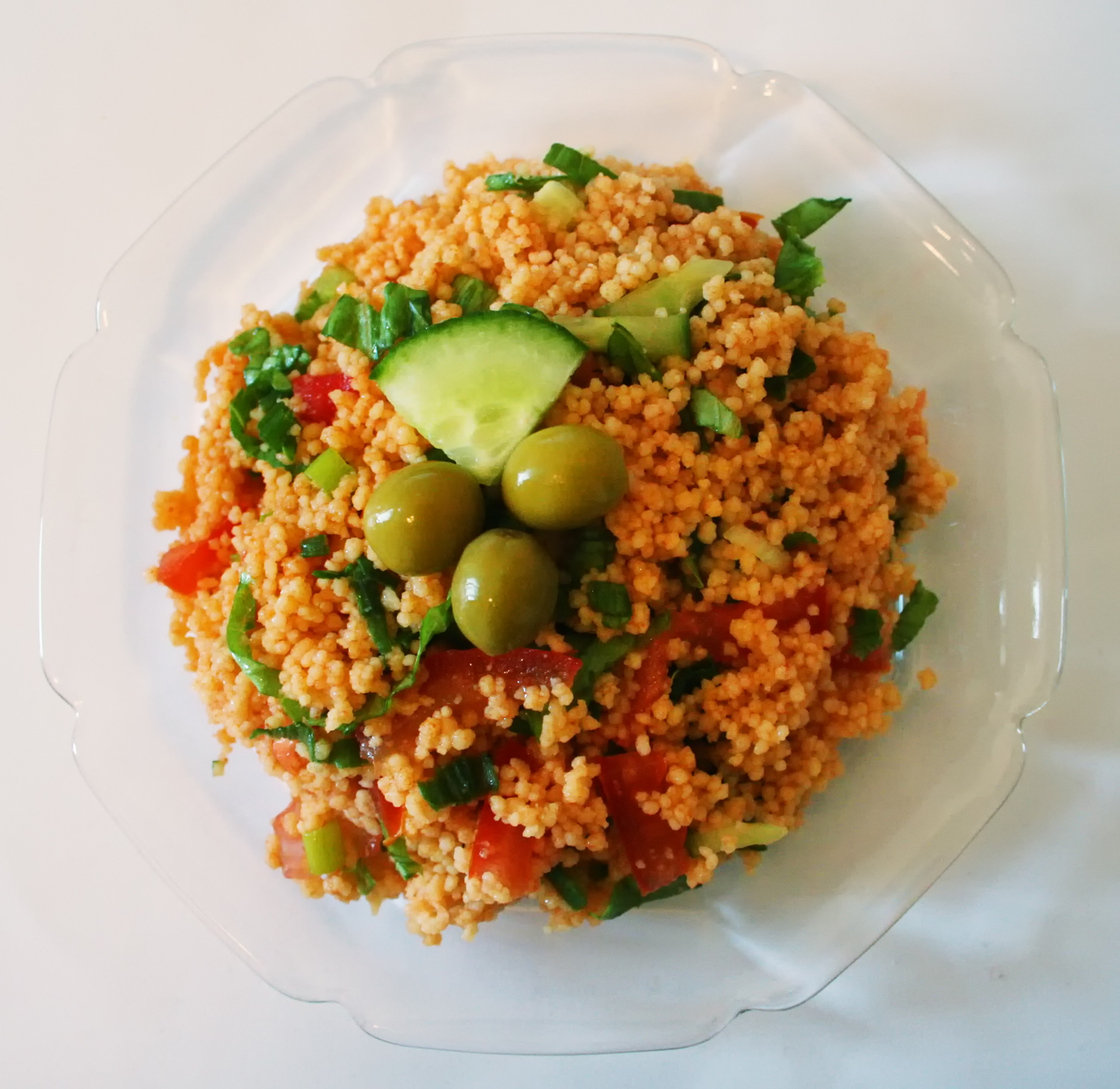
Kısır met olijven en komkommer

Kısır is een gerecht uit de oostkust van de Middellandse Zee, met name uit Turkije. Het hoofdingrediënt is düğür. In tegenstelling tot pilav wordt er bij kısır fijnere bulgur gebruikt.
Andere gebruikelijke ingrediënten zijn peterselie, tomatenpasta, paprikapuree, ui, knoflook, zuur granaatappelsap of limoen, sla, komkommer en kruiden. Meestal wordt het koud gegeten als een salade of als een mezze.
De oorsprong van kısır is een Arabisch gerecht dat nemmuş genoemd wordt. 